# Sandracottus vijayakumari
Sandracottus vijayakumari es una especie de escarabajo del género Sandracottus, familia Dytiscidae. Fue descrita científicamente por Anand, Ashiq, Smitha, Adhithya, Tibin & Suresh en 2021.

## Distribución geográfica
Habita en Asia del Sur.